# Мінейське царство

Мінейське царство (Ma'in) на північ від Сабейського (Saba)

Майн (мінейськ. 𐩣𐩲𐩬 Maʿīn; суч. араб. معين Maʿīn) — південноаравійське (давньоєменське) царство, що існувало в давнину на північ від Сабейського царства. Утворилося в XIV столітті до н.е. Біблійні мідіяніти вважалися васалами Мінейського царства. 
Головними містами були Іасіль (Yathill) та Карнаву (Qarnawu). Економіка ґрунтувалася на землеробстві та торгівлі пахощами. На думку вчених, саме маїнці заснували такі міста, як Мекка та Медіна. 
У VII столітті до н.е. Сабейське царство поглинуло Майн.